# Pitkäjärvi (Jukkasjärvi socken, Lappland, 749801-173217)
Pitkäjärvi är en sjö i Kiruna kommun i Lappland och ingår i Kalixälvens huvudavrinningsområde. Sjön är 7,2 meter djup, har en yta på 0,152 kvadratkilometer och befinner sig 366 meter över havet.

## Delavrinningsområde
Pitkäjärvi ingår i det delavrinningsområde (749786-173256) som SMHI kallar för Ovan VDRID = Lintujoki i Kalixälvens vattendragsy*. Medelhöjden är 362 meter över havet och ytan är 6,42 kvadratkilometer. Räknas de 327 avrinningsområdena uppströms in blir den ackumulerade arean 5 704,03 kvadratkilometer. Avrinningsområdets utflöde Kalixälven (Kaitumälven) mynnar i havet. Avrinningsområdet består mestadels av skog (54 procent) och sankmarker (28 procent). Avrinningsområdet har 1,17 kvadratkilometer vattenytor vilket ger det en sjöprocent på 18,2 procent.